# Boeing KC-97 Stratofreighter
Le Boeing KC-97 Stratofreighter, dérivé de l'avion de transport C-97 Stratofreighter, est un avion ravitailleur utilisé par le Strategic Air Command au début des années 1950. Il n'est retiré du service actif qu'en 1978. Le KC-97 est utilisé intensément pendant la guerre froide au sein du Strategic Air Command et ravitaille, pendant la guerre du Viet-Nam, tous les appareils de l’USAF jusqu’à l’arrivée du KC-135 Stratotanker.

## Origine
Boeing entreprend le développement d'un avion de transport basé sur la cellule du B-29, le Model 377 Stratocruiser en 1942. La version militaire est envisagée simultanément sous la désignation Model 367. Pour ce faire Boeing entreprend d’utiliser la cellule du B-29 en lui ajoutant un autre fuselage plus large au-dessus. L'USAAF s'intéresse à cet appareil à double fuselage, et d'une capacité de transport exceptionnelle pour l'époque. Le contrat est signé en 1943 et la production démarre en 1949. L’avion reçut la désignation C-97.
| Version | 1950 | 1951 | 1952 | 1953 | 1954 | 1955 | 1956 | Total |
| ------- | ---- | ---- | ---- | ---- | ---- | ---- | ---- | ----- |
| A       | 2    | 1    |      |      |      |      |      | 3     |
| E       |      | 43   | 17   |      |      |      |      | 60    |
| F       |      |      | 106  | 52   |      |      |      | 158   |
| G       |      |      |      | 154  | 233  | 127  | 78   | 592   |
| Total   | 2    | 44   | 123  | 206  | 233  | 127  | 78   | 813   |

| Version | aus    | 1963 | 1964 | 1965 | 1966 | 1970 | 1971 | Total |
| ------- | ------ | ---- | ---- | ---- | ---- | ---- | ---- | ----- |
| F       | C-97F  | 4    |      |      |      |      |      | 4     |
| L       | KC-97G |      |      | 45   | 11   | 5    | 21   | 82    |
| Total   |        | 4    |      | 45   | 11   | 5    | 21   | 86    |

### KC-97 Stratofreighter
L’USAAF s’intéressa à la technique du ravitaillement en vol et, avec l’apparition des premiers bombardiers stratégiques à réaction, cette technique se devait d’évoluer. Boeing décida de modifier 3 C-97 (KC-97A) avec un système de perche rigide rétractable commandée par un opérateur (boom et receptacle) venant s'encastrer dans un raccord femelle de l'appareil ravitaillé. Après des essais concluants ces appareils furent remis au standard C-97.

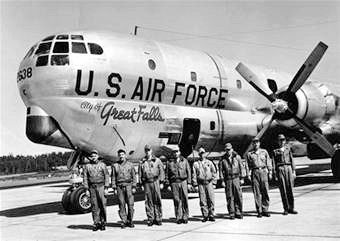
Le KC-97G City of Great Falls avec son équipage.

Les premières versions, bien que réussies, avaient malgré tout un défaut majeur : leur vitesse maximale se trouvait être inférieure à la vitesse minimale des nouveaux B-47 et autres avions à réaction. Afin de réussir le ravitaillement, le KC-97 devait entamer une manœuvre appelée « toboggan ». Cette manœuvre consistait pour le KC-97 à atteindre une altitude haute puis à entamer un léger piqué afin d’augmenter sa vitesse. L’avion ravitaillé faisant de même (mais en ralentissant sa vitesse), le ravitaillement devenait réalisable. Une fois le ravitaillement terminé, le KC-97 entamait la même manœuvre pour le prochain appareil.
Afin de diminuer le temps de ravitaillement et la fatigue des équipages, Boeing modifia 81 KC-97G en ajoutant deux réacteurs GE J-47 en nacelle pour augmenter leur vitesse horizontale. Grâce à l’adjonction de ces réacteurs la technique du toboggan fut supprimée.
Le Strategic Air Command à eu un maximum de 780 de ces appareils en décembre 1958.
Quelques KC-97 furent modifiés en MC-97, dans le but de ramener les corps des soldats morts pendant la guerre de Corée.
Trois exemplaires de l’USAF sont transférés fin 1972 à l'armée de l’air espagnole pour le ravitaillement des F-4 Phantom qu'elle reçoit parallèlement, deux C-97 servant de réserves de pièces détachées. Ils sont retiré du service en 1976 après un millier d'heures de vol.

## Caractéristiques

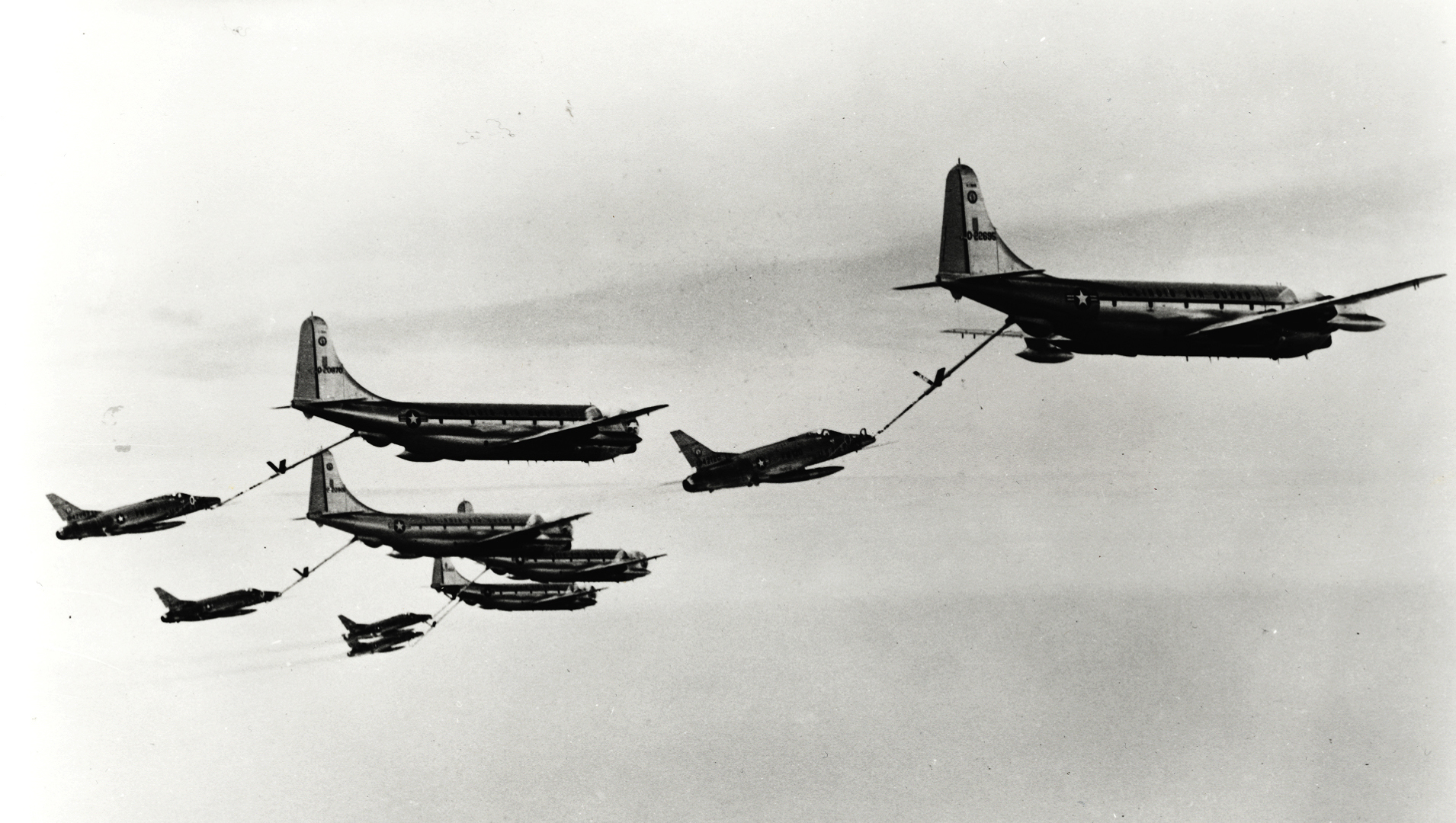
KC-97 du 108th Air Refueling Squadron ravitaillant des F-100 Super Sabre durant l’opération "Ready Go", le premier déploiement non-stop de la Garde nationale aérienne des États-Unis d'avions de chasse en Europe en 1964.

L'appareil était construit avec deux fuselages assemblés l'un sur l'autre. La section haute étant plus large que la section inférieure qui, elle-même, était un fuselage de B-29. Des portes de chargement étaient installées à l'arrière de l'appareil sur la section basse. Une fois les portes ouvertes, le chargement s’effectuait grâce à une rampe sur la version C-97, tandis que la version KC-97 recevait une large porte coulissante, située sur le pont supérieur, permettant d'embarquer de lourdes charges ou d'avitailler l'appareil. L'ensemble des deux ponts était pressurisé.
Un total de 888 appareils fut construit toutes versions confondues, dont seulement 74 C-97. Les C-97/KC-97 avaient le même fuselage inférieur, les mêmes ailes, la même queue et dans ces premières versions les mêmes moteurs que le B-29. 780 étaient encore en service en 1958 aux côtés de 182 KC-135 entrés en service en 1957. Les derniers furent retirés du service en 1978.

## Versions

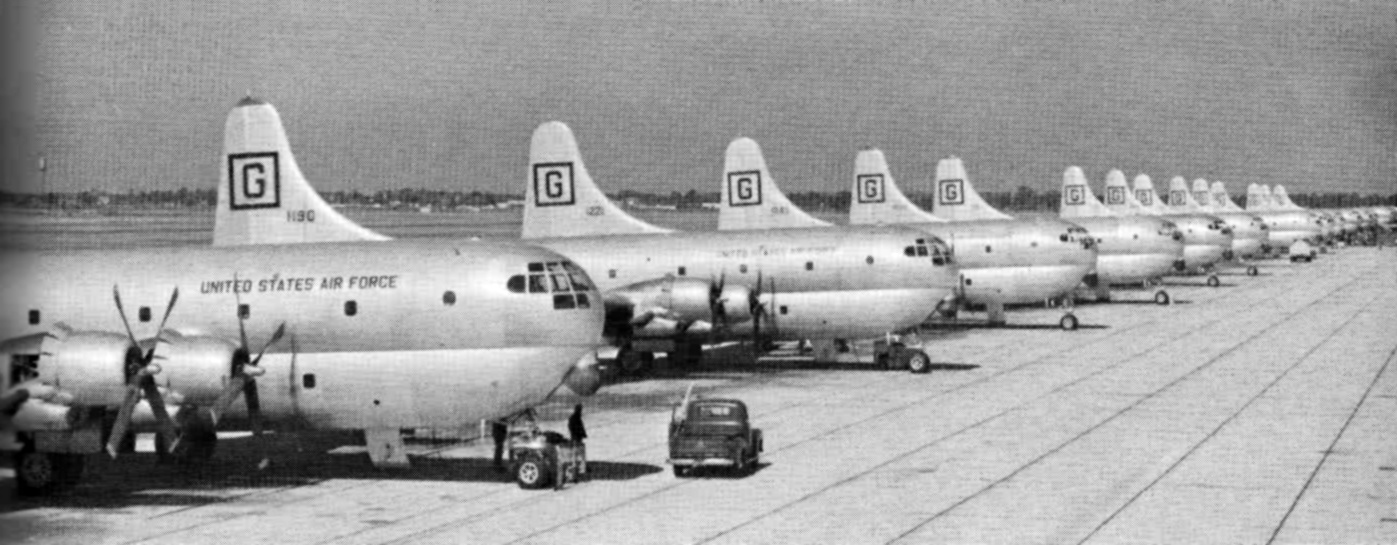
Aligmement de KC-97E du 306th Air Refueling Squadron à la MacDill Air Force Base.

- KC-97A, conversion de 3 C-97A avec capacité de ravitaillement en vol ;
- KC-97E, 61 construits ;
- KC-97F, remplacement des moteurs R-4360-35 par des R-4360-59, 195 exemplaires construits ;
- KC-97G, version de transport et de ravitaillement, 592 exemplaires construits ;
  - GKC-97G, utilisation de 5 KC-97 comme cellules d'instruction au sol ;
  - JKC-97G, cellule d'essais pour les réacteurs J47 ;
  - HC-97G, Modifié pour des missions Search And Rescue;
- KC-97H, reconversion d'un KC-97F ;
- KC-97L, ajout de deux turboréacteurs sur 81 KC-97G.

## Utilisateur
- États-Unis
  - United States Air Force

- Espagne
  - Ejército del Aire (3 ex-USAF, livré fin 1972, retiré en 1976)